# Elwendia kopetdagensis
Elwendia kopetdagensis är en växtart i släktet Elwendia och familjen flockblommiga växter.
Arten förekommer i sydöstra Turkmenistan. Den beskrevs först av Amangylytj Geldichanov och fick sitt nu gällande namn av Michail Pimenov och Jevgenij Kljujkov.